# Kamierowo
Kamierowo – wieś kociewska w Polsce położona w województwie pomorskim, w powiecie starogardzkim, w gminie Skarszewy.
W latach 1975–1998 miejscowość administracyjnie należała do województwa gdańskiego.